# Gabriel Rollenhagen

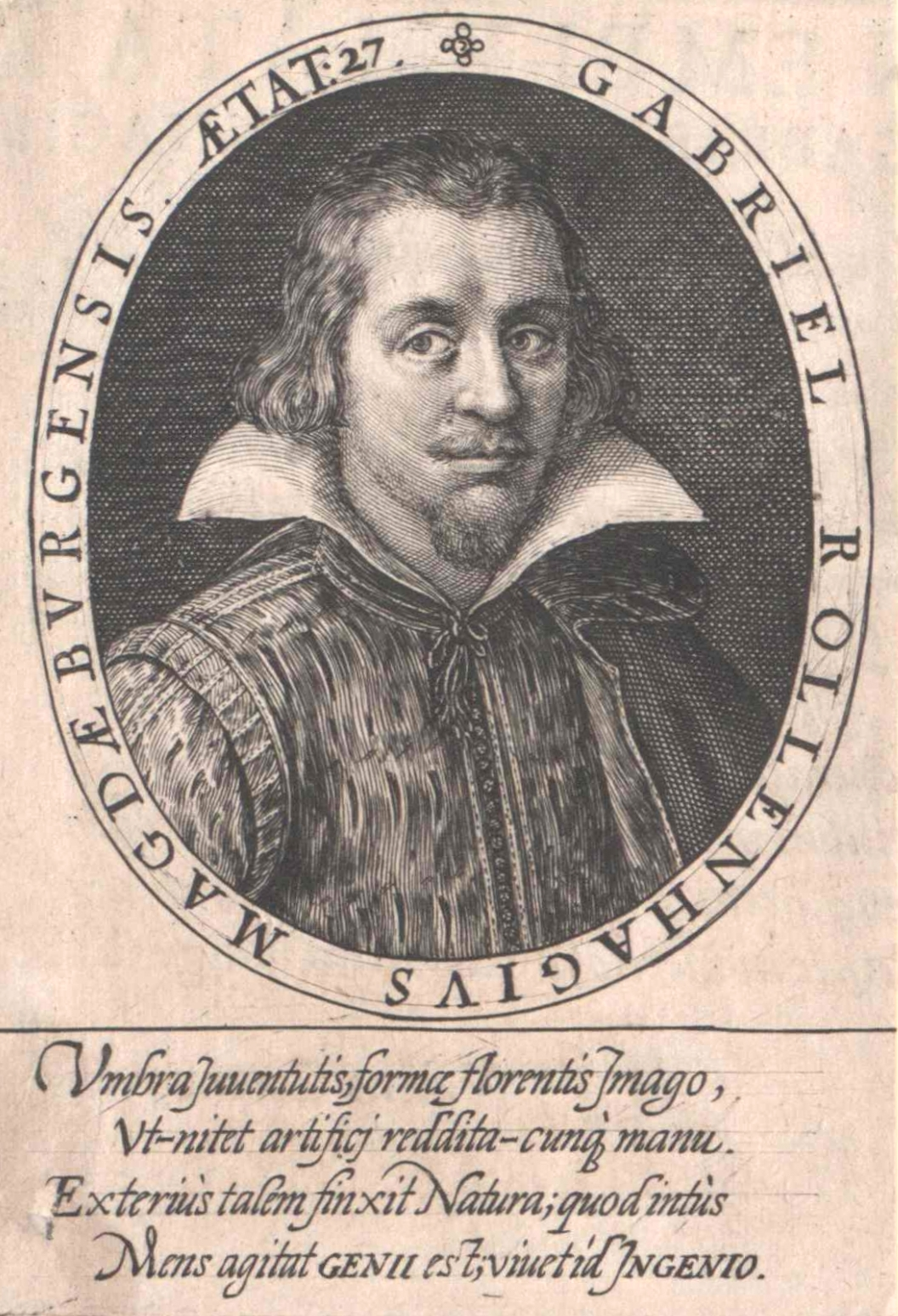
Gabriel Rollenhagen im Alter von 27 Jahren

Gabriel Rollenhagen (auch latinisiert Rollenhagius; * 22. März 1583 in Magdeburg; † 1619? in Magdeburg) war ein deutscher Dichter, Schriftsteller und Emblematiker.

## Leben
Als Sohn des bekannten Magdeburger Predigers und Pädagogen Georg Rollenhagen erfuhr er eine ausgezeichnete Erziehung, zuerst an der vom Vater geleiteten Gelehrtenschule. Gabriel Rollenhagens hier 1602 gehaltene lateinische Valediktionsrede Promulsis Magdeburgensis wurde 1620, offenbar kurz nach seinem frühen Tod, im Druck veröffentlicht. Im Jahre 1602 immatrikulierte er sich in Leipzig, wo er bis 1604 juristische Studien verfolgte, die er ab 1605 an der Universität Leiden fortsetzte. Die Bekanntschaft mit Daniel Heinsius ermöglichte ihm den Zugang zu berühmten humanistischen Gelehrten wie Hugo Grotius und Joseph Scaliger.
Schon in Leipzig hatte Gabriel Rollenhagen seine oft aufgelegten, fiktiven Jndianischen Reysen veröffentlicht, die in allen Drucken von einem Anhang populärer Münchhausiaden unter dem Titel Warhaffte Lügen begleitet sind. 1606 nach Magdeburg zurückgekehrt, gab er die wohl noch in Leiden entstandenen Juvenilia heraus. Mit der ebenfalls oft gedruckten derben Liebeskomödie Amantes amentes (zum Teil in plattdeutscher Sprache verfasst) erzielte er gleichfalls einen großen Erfolg. Sein bleibender Nachruhm beruht jedoch auf dem Nucleus emblematum von 1611, einem prachtvollen Emblembuch.

## Werke (Auswahl)
- Amantes amentes, das ist ein sehr anmutiges Spiel von der blinden Liebe. Magdeburg 1609.
- Nucleus emblematum selectissimorum. Olms, Hildesheim/Zürich/New York 1985, ISBN 3-487-07505-9 (Nachdruck der lateinische Erstausgabe von 1611; 1613 von Crispin de Passe dem Älteren veröffentlicht in Utrecht).
Deutsche Übersetzung unter dem Titel Sinn-Bilder. Ein Tugendspiegel. Hrsg. von Carsten-Peter Warncke. Harenberg, Dortmund 1983 (= Die bibliophilen Taschenbücher. Band 378), ISBN 3-88379-378-7.
- Vier Bücher Wunderbarlicher biß daher vnerhörter/ vnd vngleublicher Jndianischer reysen. Bötcher, Magdeburg 1603 (Digitalisat und Volltext im Deutschen Textarchiv).
Nachdruck der Ausgageb 1605. Hrsg. von Gerhard Dünnhaupt. Hiersemann, Stuttgart 1995, ISBN 3-7772-9424-1.